# Henri Parot
 (octobre 2013).
Si vous disposez d'ouvrages ou d'articles de référence ou si vous connaissez des sites web de qualité traitant du thème abordé ici, merci de compléter l'article en donnant les références utiles à sa vérifiabilité et en les liant à la section « Notes et références ».
Henri Unai Parot, né le 6 janvier 1958 à Alger, est un membre français de l'organisation terroriste Euskadi ta Askatasuna (ETA). Il a fait partie du commando itinérant d'ETA ou commando Argala et a été capturé par l'Espagne en avril 1990. Il a reçu vingt-six sentences condamnatoires représentant presque 4 800 ans de prison. 
Né en Algérie pendant la colonisation française et Français de nationalité, il est le fils d'un couple basque-français émigré en Algérie. Il s'installe à Bayonne (Pyrénées-Atlantiques) en 1975. Cette année-là, son frère Jean échappe de peu à un attentat de l'extrême droite dans un restaurant de Bayonne. À cette époque, les victimes et les adversaires de la dictature franquiste venaient se réfugier au Pays basque français. Plus tard, Jean intégrera aussi l'organisation armée.

## Activités au sein de l'ETA
En 1978, Henri Parot contacte ETA, à travers Domingo Iturbe Abasolo, alias Txomin, qui deviendra plus tard un des chefs de l'organisation. C'est lui qui lui a hypothétiquement proposé d'intégrer un nouveau commando itinérant, appelé "Argala" dans l'organisation. Ce commando était formé uniquement de citoyens de nationalité française, ce qui leur permettait de se déplacer avec une certaine liberté, sans élever trop de soupçons, dans toute l'Espagne.
Ce commando a perpétré vingt-deux attentats dans lesquels 38 personnes sont mortes et plus de 200 ont été blessées, surtout des militaires et des gardes civils. Il a également commis des attentats comme l'attaque de la garnison de Saragosse le 11 décembre 1987, qui a provoqué le décès de 11 personnes, dont 5 enfants et de 2 femmes et causant 71 blessés.

## Détention et charges
Le 2 avril 1990, Henri Parot est arrêté à Séville, dans une voiture chargée d'explosifs avec laquelle il prétendait faire sauter le Quartier général de la Police, après avoir essayé de passer un banal contrôle de la Garde Civile. Il y a eu une fusillade avec les agents blessant deux d'entre eux.
Il a reçu vingt-six sentences condamnatoires pour presque 4 800 ans de prison.

### Sources et bibliographie
- (es) Cet article est partiellement ou en totalité issu de l’article de Wikipédia en espagnol intitulé « Henri Parot » (voir la liste des auteurs).
- Jean Chalvidant, ETA : L'enquête, éd. Cheminements, coll. « Part de Vérité », octobre 2003, 426 p. (ISBN 978-2-84478-229-8)
- (es) José María Benegas, Diccionario de Terrorismo, Madrid, Espasa Calpe, coll. « Diccionario Espasa », novembre 2004, 920 p. (ISBN 978-84-670-1609-3)
- Jacques Massey, ETA : Histoire secrète d'une guerre de cent ans, Flammarion, coll. « EnQuête », février 2010, 386 p. (ISBN 978-2-08-120845-2)